# Иеццо, Дженнаро
Дженнаро Иеццо (итал. Gennaro Iezzo; родился 8 июня 1973 года, Кастелламмаре-ди-Стабия, Италия) — итальянский футболист, вратарь.

## Карьера
Дженнаро Иеццо воспитанник клуба «Юве Стабия». Затем он играл за молодёжные составы клубов «Скафатезе», «Авеллино» и «Ночерина». В 1997 году Иеццо перешёл в «Верону», но за два сезона провёл за клуб лишь 5 игр, будучи вторым вратарём команды вслед за Грациано Баттистини. В 1999 году Дженнаро перешёл в «Катанию», с которой в сезоне 2001/2002 же сезоне вышел в серию В. В 2003 году Иеццо стал игроком «Кальяри», в составе которой в первом своём сезоне в клубе провёл 2 игры, а его команда вышла в серию А.
Летом 2005 года Иеццо стал игроком «Наполи». Голкипер быстро стал игроком основы клуба и помог команде в первом же сезоне выйти в серию В, при этом он пропустил в 32 играх лишь 18 мячей. В следующем сезоне Иеццо пропустил 29 голов, став самым «сухим» голкипером лиги, чем помог клубу выйти в высший итальянский дивизион. После этого Дженнаро оставался основным вратарём команды вплоть до января 2008 года, когда он получил травму левого колена и уступил место в воротах своему сменщику, Маттео Джанелло. Иеццо вернулся на 3 последних игры сезона, но и тогда уступил своё место Николасу Наварро, купленному ему на замену. В начале следующего сезона Дженнаро получил другую травму, перелом носа, и некоторое время не выступал. В том же сезоне Иеццо смог отбить пенальти, отразив удар игрока «Милана», Кака. В сезоне 2009/2010 Иеццо не провёл ни одной игры в составе неаполитанцев, проиграв конкуренцию Моргану Де Санктису. Несмотря на это, голкипер продлил контракт с клубом на один год.